# Michael Werikhe

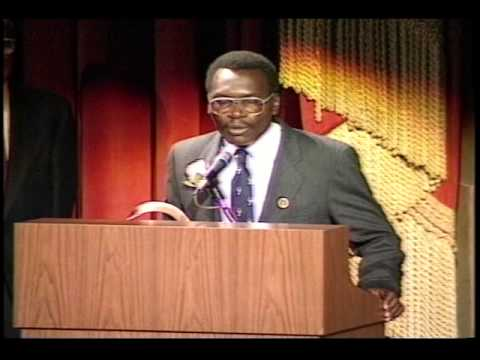
Michael Werikhe

Michael Werikhe (geboren 25. Mai 1956 in Mombasa; gestorben 9. August 1999), auch bekannt als „Der Nashornmann“, war ein kenianischer Naturschützer. Er wurde durch seine langen Spendenläufe durch die Region der Afrikanische Große Seen bekannt. Er begann seine Anstrengungen, als er erfuhr, wie die Population von schwarzen Nashörnern in Afrika drastisch dezimiert wurde. Seine Spendenläufe fanden ein großes Medienecho. Durch die Läufe wurden vielen Spenden für den Schutz der Nashörner und anderer bedrohter afrikanischer Säugetiere gesammelt.

## Aktivismus
- Werikhe begann seinen ersten Spendenlauf am 27. Dezember 1982. Er lief 27 Tage lang von seiner Heimatstadt Mombasa nach Nairobi. Im März 1985 lief er seinen ersten internationalen Lauf, von Kampala nach Daressalam und schlussendlich nach Mombasa, wo er am 25. Mai ankam.
- Drei Jahre später lief Weikhe durch mehrere europäische Länder, unter anderem Italien, die Schweiz und Westdeutschland. Sein 3000-Kilometer-Lauf endete am 14. September 1988 an den Treppen des Naturkundemuseums in London.
- Werikhe lief 1991 auch in den Vereinigten Staaten, wo sein Lauf im Zoo von San Diego endete.
- Er unternahm seine „Nashornläufe“ auch in Taiwan, welches für seinen Verbrauch von Nashorn Hörnern bekannt ist.

Obwohl Werikhe oft allein lief, wurde er auch von Unterstützern begleitet. Werikhes Kampagne wurde von Nehemiah Rotich, dem Leiter der East African Wildlife Society (EAWLS), sowie von Richard Leakey, Juanita Carberry, Prinz Philip und Prinz Bernhard unterstützt.

## Privatleben
Werikhe wurde in Mombasa geboren. Sein Vater war Emanuel Werikhe. Er wuchs mit seinen Halbgeschwistern Mary, Susan und David in Nairobi auf. Durch den Einfluss der zweiten Frau seines Vaters, Sheila Margaret Werikhe (geborene Lewis) wurde sein lebenslanges Interesse am Naturschutz geweckt.
Im Alter von 11 Jahren hatte Werikhe bereits eine große Sammlung von geretteten Schlangen, Reptilien und Chamäleons, welche in Ställen in der Wohnung der Familie lebten. Er machte sein Abitur an der St. Georges High school in Giriama, eine katholische Schule. Mit 19 Jahren arbeitete Werikhe im Hafen Fort Jesus in Mombasa. Seine Aufgabe war dort die großen Mengen an illegal gewildertem Elfenbein und Nashornhörnern zu katalogisieren. Diese Erfahrung war der Grund, weshalb Werikhe seine Spendenläufe begann.
Werikhe glaubte, dass er Naturschutz nur funktionieren könnte, wenn die Anwohner sich dabei aktiv beteiligten. Während seiner Spendenläufe an den Großen Afrikanischen Seen überlebte er ausschließlich durch die Gastfreundlichkeit und Unterstützung der kenianischen Bevölkerung. Werikhe war der Meinung, dass die Anwohner große Unterstützung im Kampf gegen Wilderer leisten könnten.
Werikhe starb am 9. August 1999, nachdem er durch einen Angriff in der Nähe seiner Wohnung schwere Verletzungen erlitt. Er war zur Zeit seines Todes verwitweter Vater von zwei Töchtern (Acacia und Kora). Er wurde im Emmanual Friedhof, Kisauni, Mombasa, beerdigt. Die Michael Werikhe Stiftung wurde in Gedenken an ihn gegründet. Die EAWLS vergibt jährlich den Michael Werikhe Award.

## Auszeichnungen
Werikhe gewann mehrere Auszeichnungen, unter anderem dem Global 500 Award von Umweltprogramm der Vereinten Nationen (UNEP).
- Guinness Stout Effort Award (1983)
- David Sheldrick Memorial Award (1984)
- Boots Action Award (1985)
- EAWLS Conservation Award (1986)
- UNEP Global 500 Award (1989)[6]
- Goldman Environmental Prize (1990)[7][8]
- Eddie Bauer Heroes of Earth (1991)
- San Diego Zoological Society Conservation Medal (1991)
- African of the Millennium award durch BBC (1999) posthum